# Gelænder
Et rækværk, håndløber eller gelænder er en skinne, som forhindrer fald.

Rækværk anvendes almindeligvis ved trapper eller rulletrapper. Der er også rækværk eller greb i baderum, skibe og både, som hindrer fald på glatte, våde gulve – og barrer til balletdansere. Rækværk er gerne støttet af stolper eller monteret direkte på væggen.
Et gelænder kan have knopper for at hindre, at nogen kurer ned ad det.